# Schmalensee
Schmalensee er en by og kommune i det nordlige Tyskland, beliggende i Amt Bornhöved i den nordlige del af Kreis Segeberg. Kreis Segeberg ligger i den sydøstlige del af delstaten Slesvig-Holsten.

## Geografi
Kommunen ligger ved søen Schmalensee, der ellers hovedsageligt ligger i kommunen Bornhöved, omkring 21 km øst for Neumünster. Mod vest går motorvejen A21 fra Bargteheide mod Kiel, Bundesstraße B430 fra Neumünster mod Plön går gennem kommunen.